# Museo Barracco
Il Museo di scultura antica Giovanni Barracco fa parte del sistema Musei in Comune di Roma ed è situato nel rione Parione, vicino a Campo de' Fiori. Raccoglie diverse opere di arte classica e del Vicino Oriente, donate al Comune dal barone Giovanni Barracco nel 1904.

## La prima sede del Museo di Scultura Antica
Non avendo eredi diretti (non si era mai sposato e non aveva figli), Giovanni Barracco maturò la decisione di donare la sua collezione alla città di Roma. Fu insignito per questo della cittadinanza onoraria di Roma. Gli fu anche messa a disposizione un'area per farne un'adeguata sede museale, in Corso Vittorio Emanuele II, di fronte alla chiesa di San Giovanni dei Fiorentini. Il museo, denominato Museo di Scultura Antica, fu progettato da Gaetano Koch, con il quale Barracco aveva già collaborato quando, da Questore del Senato del Regno, aveva presieduto alla ristrutturazione e all'adeguamento di Palazzo Madama.
Giovanni Barracco seguì personalmente la fase progettuale e la realizzazione del Museo di Scultura Antica, che si presentava come un tempio classico. Su richiesta di Barracco, il Museo fu dotato di un impianto di riscaldamento (il primo in Italia), di ampie vetrate per una corretta illuminazione delle opere esposte, e di basi girevoli per permettere la visione a tutto tondo di alcune sculture. Al Museo fu legata anche la biblioteca personale di Giovanni Barracco.
Negli ultimi anni della vita, Giovanni Barracco trasferì la propria abitazione in Corso Vittorio Emanuele II, presso il Museo, e continuò ad arricchire la collezione. Lasciò, nel testamento, indicazioni ai suoi eredi affinché acquistassero alcune pubblicazioni per la biblioteca del Museo, del quale Ludwig Pollak, conosciuto per il fortuito ritrovamento nel 1906 del braccio di marmo mancante del Gruppo del Laocoonte, sarebbe rimasto Conservatore fino alla sua deportazione da parte della Gestapo nel 1943.
Il Museo di Scultura Antica fu demolito nel 1938 in occasione dei lavori di sistemazione di Corso Vittorio Emanuele II successivi alla costruzione del Ponte Vittorio Emanuele II. La collezione fu trasferita presso l'Osteria dell'Orso e successivamente nei magazzini dei Musei Capitolini. Nel 1948 il Museo fu riallestito nel Palazzo della Farnesina ai Baullari a Corso Vittorio Emanuele II, messo appositamente a disposizione dal Comune di Roma.

## La nuova sede: la Piccola Farnesina ai Baullari
La palazzina, la cui facciata è attribuita ad Antonio da Sangallo il Giovane, fu costruita nel 1523 da un prelato bretone Thomas Le Roy (latinizzato in Tomas Regis), che per aver ben lavorato alla stipula del concordato fra papa Leone X e Francesco I all'indomani della battaglia di Marignano, fu autorizzato da quest'ultimo ad arricchire il proprio emblema con il giglio di Francia (portato a Roma dai Farnese) - che infatti ricorre in tutta la decorazione della palazzina, e dal quale molto probabilmente deriva all'edificio il nome di "Piccola Farnesina".
Dopo varie vicende ereditarie e giudiziarie, l'immobile passò nel 1671 ai Silvestri, il cui emblema con lo scorpione compare al primo piano, e infine fu espropriato nel 1885 dal Comune di Roma, che stava tracciando il nuovo asse stradale di corso Vittorio per collegare piazza Venezia a San Pietro. L'edificio fu salvato dalle demolizioni che interessarono i palazzi circostanti, liberato da sopraelevazioni che vi erano state aggiunte, restaurato e integrato con una nuova facciata su Corso Vittorio costruita nello stesso stile e l'attuale breve gradinata di ingresso. Questi lavori furono realizzati "aere publico" e conclusi nel 1901, come testimonia l'iscrizione apposta sul cornicione marcapiano lungo corso Vittorio.
Nel 1899, durante gli scavi volti a consolidarne le fondazioni in occasione di questi lavori, furono scoperte strutture pertinenti a una casa romana di IV secolo che, al contrario di quanto accadde ad altri analoghi ritrovamenti venuti in luce durante le demolizioni nella zona, furono salvate, attualmente visitabili solo il fine settimana. Vi si riconoscono, a circa quattro metri sotto l'attuale piano stradale, la pavimentazione in marmo bianco di un cortile, la base di una fontana circolare il cui bacino è stato lasciato in situ, due lati di un peristilio con colonne di riuso del I secolo, affreschi di soggetto acquatico e di caccia, tracce di pavimenti in opus sectile in alcuni degli ambienti che davano sul peristilio. La destinazione dell'edificio non è chiara ed è probabilmente mutata nel tempo.

## Esposizioni

### Sale I e II

#### Arte egizia

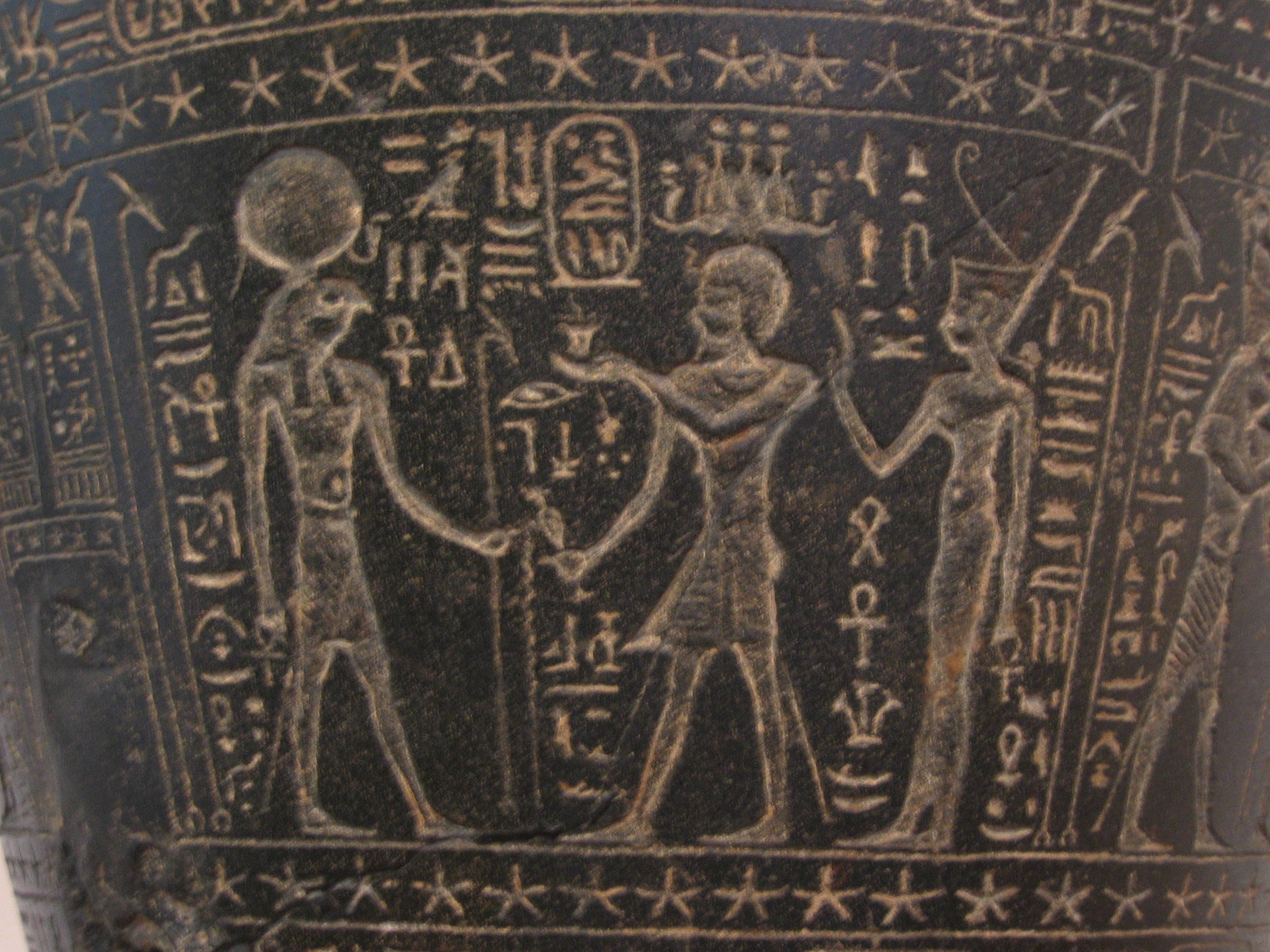
Particolare della Clessidra di Tolomeo Filadelfo, basalto, da Alessandria

Le prime due sale sono dedicate all'arte egizia, con diversi materiali provenienti da alcune aste parigine e diversi scavi effettuati direttamente in Egitto; si tratta della prima parte collezionata dal barone Barracco. La stele di Nofer è un frammento in calcare attribuito all'omonimo scriba della IV dinastia, ritratto davanti a un altare per le offerte. Proveniente originariamente dalla necropoli di Giza, Ismail Enver lo donò a Girolamo Bonaparte; a Parigi il barone Barracco acquistò il pezzo per la sua collezione. Vicino è presente una piccola statua fabbricata in legno e molto probabilmente risalente alla XII dinastia, sulle cui mani sono stati realizzati alcuni geroglifici. Una rarità è la sfinge femminile attribuita alla regina Hatshepsut (XVIII dinastia) in granito nero, la cui iscrizione menziona il fratello Thutmose II di cui la regina fu reggente. L'opera è stata ritrovata nel sito romano dell'Iseo Campense del I secolo, nei pressi del Campo Marzio.
Poco oltre si trovano un ritratto giovanile di Ramses II, rappresentazione dell'omonimo faraone del Nuovo Regno, realizzata sempre in granito nero, e con la corona doppia e un elmo, accompagnati dall'ureo sacro. Prodotta invece con la diorite è la figura di un sacerdote barbato, che Barracco credeva rappresentasse l'imperatore romano Giulio Cesare, mentre l'acconciatura fa pensare in realtà a un comune sacerdote dell'antica Roma; inoltre, la particolare fascia sulla testa con una stella a otto punte ricorda propriamente un personaggio di tipo sacerdotale. L'opera sarebbe databile al III secolo. Oltre alla maschera funebre d'epoca tolemaica, dello stesso tempo è anche una grande clessidra di Tolomeo Filadelfo, costruita in pietra basaltica ma ritrovata in frammenti presso il Serapeo Campense di Roma. Se all'esterno sono state realizzate alcune iscrizioni dedicate al re egiziano Tolomeo II, l'interno invece presente alcune tacche funzionali all'uso di questo strumento come clessidra, poi in realtà divenuto vaso d'offerta nei secoli successivi. Si ricordano anche un vaso canopo con coperchio cinocefalo, in calcite e appartenente alla XXVI dinastia, e una rara protome leonina in legno della XX dinastia.

#### Arte sumera e assira

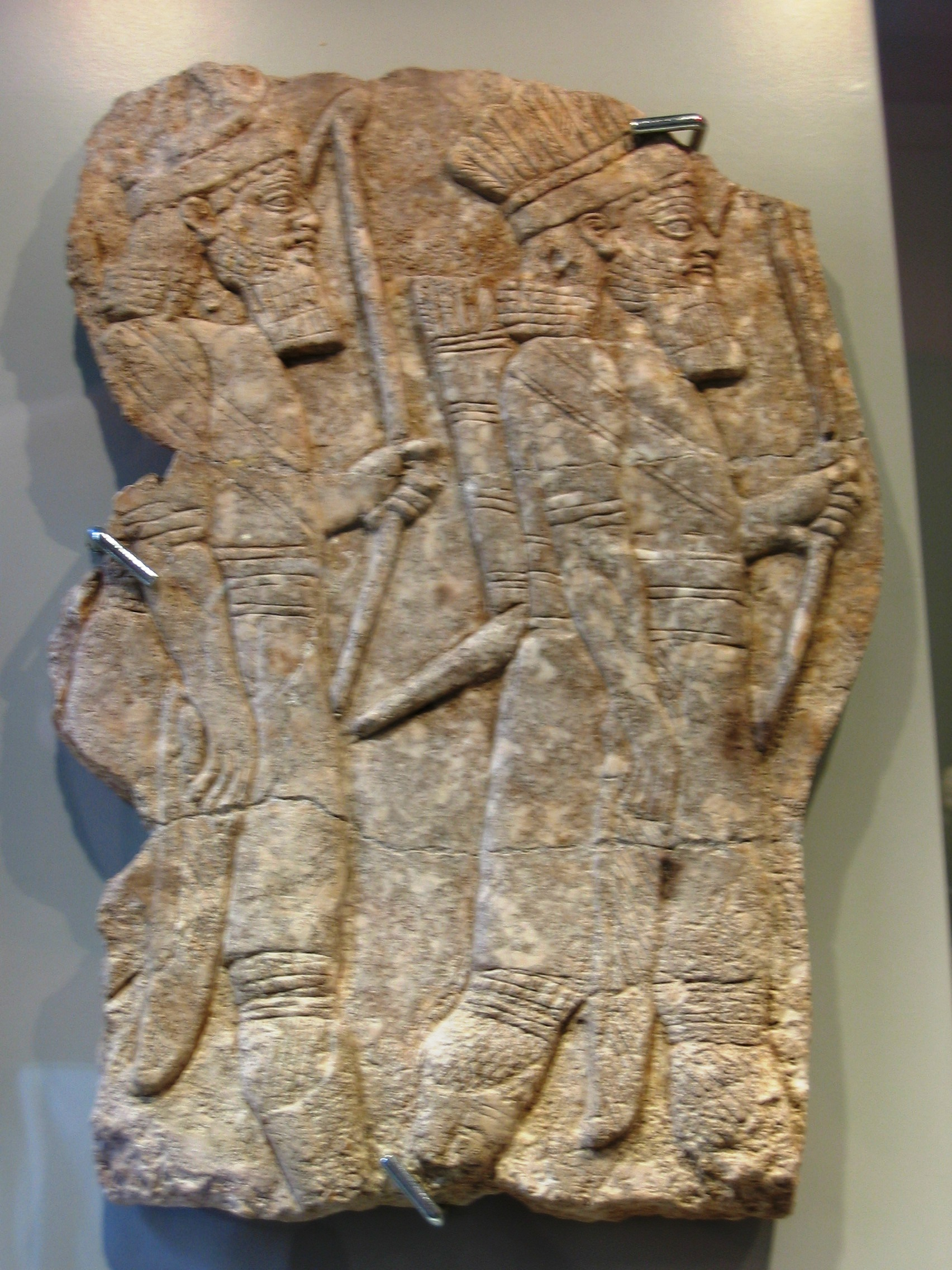
Rilievo con arcieri elamiti dell'età di Assurbanipal, dal Palazzo di Ninive

Nelle teche sono raccolti alcuni chiodi di fondazione della terza dinastia di Ur, realizzati in bronzo, solitamente con scopo apotropaico; provengono prevalentemente dalla Mesopotamia meridionale. Poco avanti è situato un genio alato inginocchiato verso destra, un rilievo in calcare alabastrino risalente all'età di Assurnasirpal e proveniente dal Palazzo di Nimrud; nello stesso settore sono esposti altri rilievi della stessa epoca. Un ultimo esempio di straordinaria fattura è il rilievo che raffigura alcune donne in un palmento, ritrovato nella città di Ninive. Altri rilievi da menzionare sono quelli che raffigurano alcuni arcieri assiri, dei guerrieri elamiti, palafrenieri e cavalli in alta bardatura, e altri arcieri elamiti in alta uniforme, dell'epoca di Assurbanipal, sempre dal Palazzo di Ninive.

### Sala III

#### Arte etrusca
La sala mostra alcune opere di fattura etrusca, fra cui una testa femminile, originariamente posta a decorazione di una tomba nei pressi di Bolsena e datata al II secolo a.C. Inoltre viene esposto anche un cippo funerario in pietra fetida con una splendida narrazione iconografica ai lati; il reperto proviene da Chianciano, molto probabilmente venne realizzato su commissione ed è stato attribuito ad un'epoca compresa fra il 500 e il 460 a.C.

### Sala IV

#### Arte cipriota

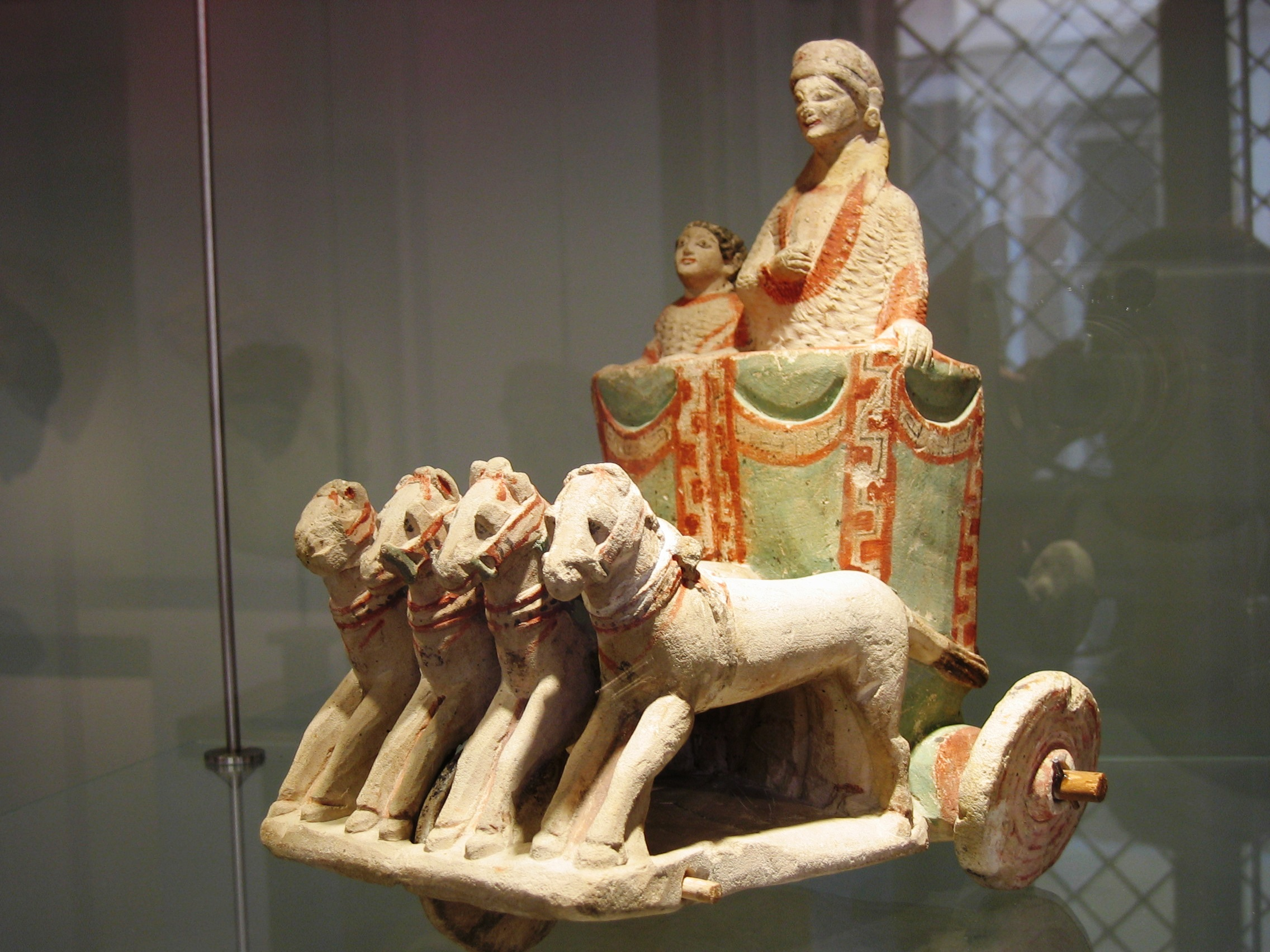
Carro da parata con due personaggi, da Cipro

Una statua di Heracles-Melquart (inizio V secolo a.C.) è in mostra mentre veste una pelle leonina e mantiene un piccolo leone nella mano sinistra: l'opera venne donata al barone Barracco nel 1909. Altra opera della stessa area culturale è un modesto ma pregevole carro da parata con due personaggi, prodotto in calcare policromato che vede molto probabilmente protagonisti una madre col proprio figlio durante lo svolgimento di alcune celebrazioni cultuali; proviene da Amatunte, località dell'isola di Cipro, e gli studiosi la datano al secondo quarto del V secolo a.C.

#### Arte fenicia
Per l'arte degli antichi Fenici sono esposte una protome di leone in alabastro - collocata all'esterno della sala, sul pianerottolo - proveniente da Sant'Antioco (Sardegna) e collocabile fra il IV e il III secolo a.C. Poco più avanti si trova la parte superiore di un sarcofago antropoide, più esattamente il coperchio, datato alla fine del V secolo a.C. e originario di Sidone, una delle città principali della regione fenicia.

### Sale V e VI

#### Arte greca

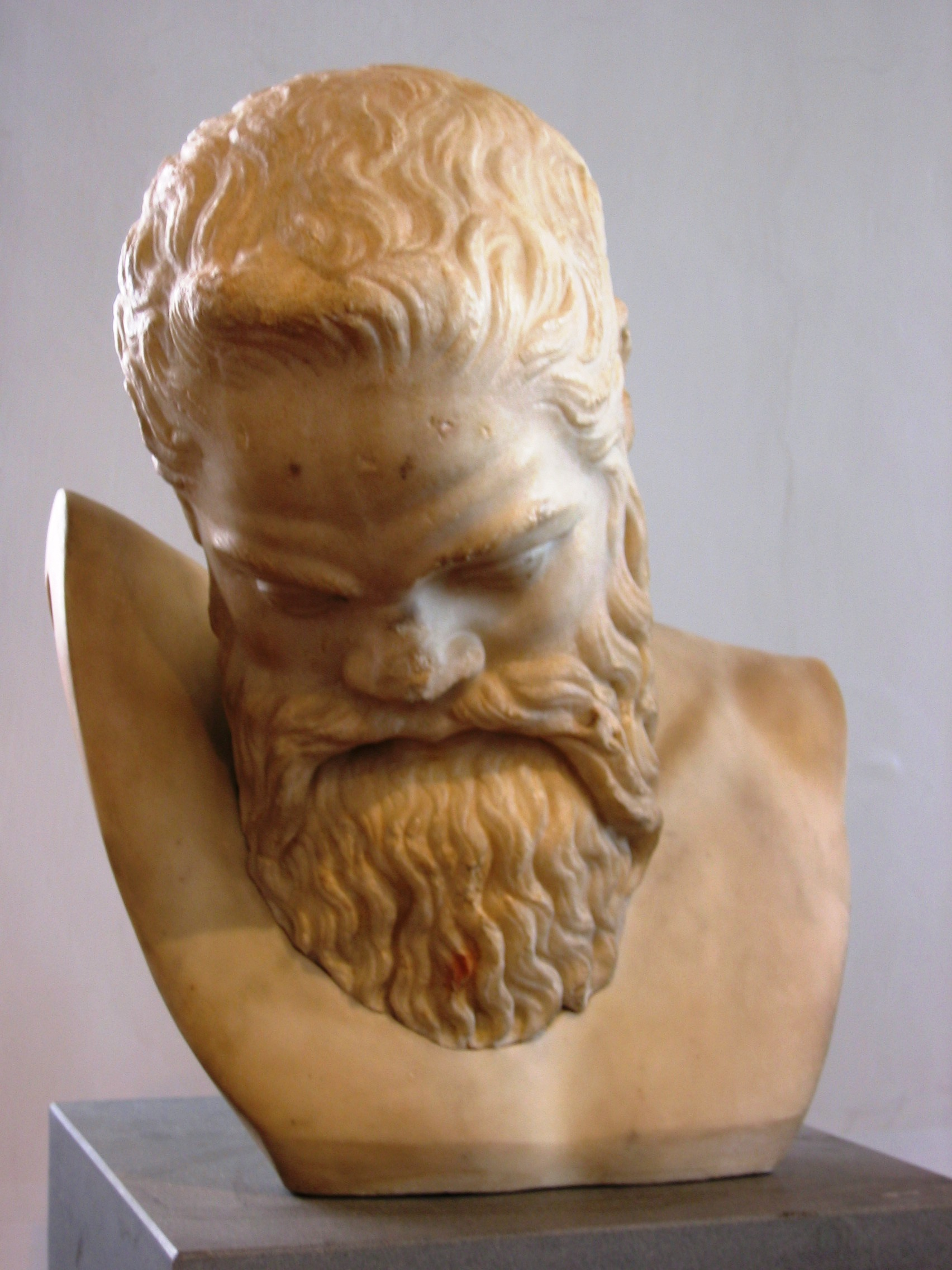
Busto del sileno Marsia, in marmo pario

Nella prima sala si trovano numerose testimonianze dell'arte greca: due teste di Atena appartenenti allo stile severo (V secolo a.C.), e un Hermes Kriophoros della prima metà dello stesso secolo; la forma ovale del viso, l'ingrossamento delle palpebre e le grandi labbra carnose evidenziano i primi stilemi di questo nuovo periodo artistico. A lato è esposto il busto del sileno Marsia di Mirone, che insieme a una statua di Atena componeva un gruppo statuario dedicato all'interno dell'Acropoli ateniese verso il 450 a.C.; si tratta però di una copia romana, in marmo pario, risalente al II secolo. Altri esempi della statuaria greca sono la testa apollinea (tipo Kassel) raffigurante Apollo Parnopios, e un'altra protome dello stesso dio ma attribuita a Prassitele. Nel primo caso si tratta della copia di un originale in bronzo, molto probabilmente dedicato dagli abitanti di Atene per essere scampati da un'invasione di cavallette: le forme, maggiori rispetto alla realtà, farebbero pensare a una datazione intorno al 460 a.C., anche se si tratta di una copia di età Flavia (I secolo). La statua di Prassitele invece risale al 350 a.C. e raffigura il dio senza vesti mentre riposa, con la mano destra sulla testa.
Nel museo sono conservati anche alcuni reperti fittili, come un rilievo funerario con due figure maschili, con ogni probabilità un originale attico del V secolo a.C.; è presente anche una raffigurazione votiva per Apollo (la dedica è realizzata lungo il bordo superiore e inferiore) della metà del IV secolo a.C., con quattro fanciulli e un anziano, con a lato le tre divinità di Delfi: Leto, Apollo e Diana. Infine sono numerose anche le ceramiche presenti, rappresentate da un lekythos funerario attico e alcune anfore ateniesi a figure nere della prima metà del V secolo a.C.

### Sala VII

#### Arte ellenistica

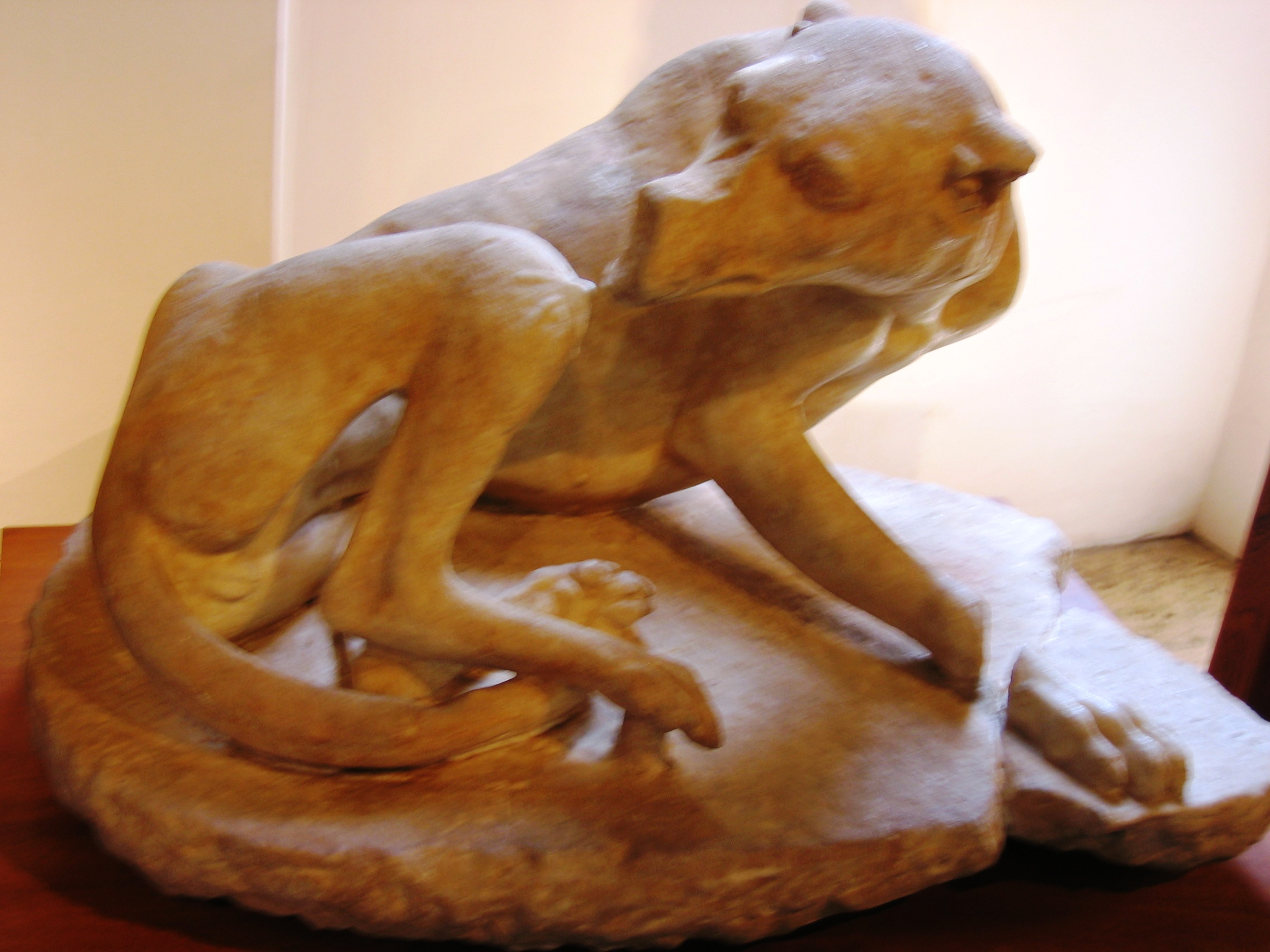
Cagna ferita, copia da originale di Lisippo

Fra le opere di età ellenistica è presente una testa maschile, riproduzione romana del II secolo, forse raffigurante Alessandro Magno. Di grande rilevanza è la rappresentazione di una cagna ferita replica in marmo pentelico di un originale bronzeo del copista Sopatro, il cui nome è indicato con tre lettere sulla base dell'opera; all'epoca di Plinio l'opera originale si trovava ancora presso il tempio di Giove Capitolino, a Roma.

### Sala IX

#### Arte italica e romana

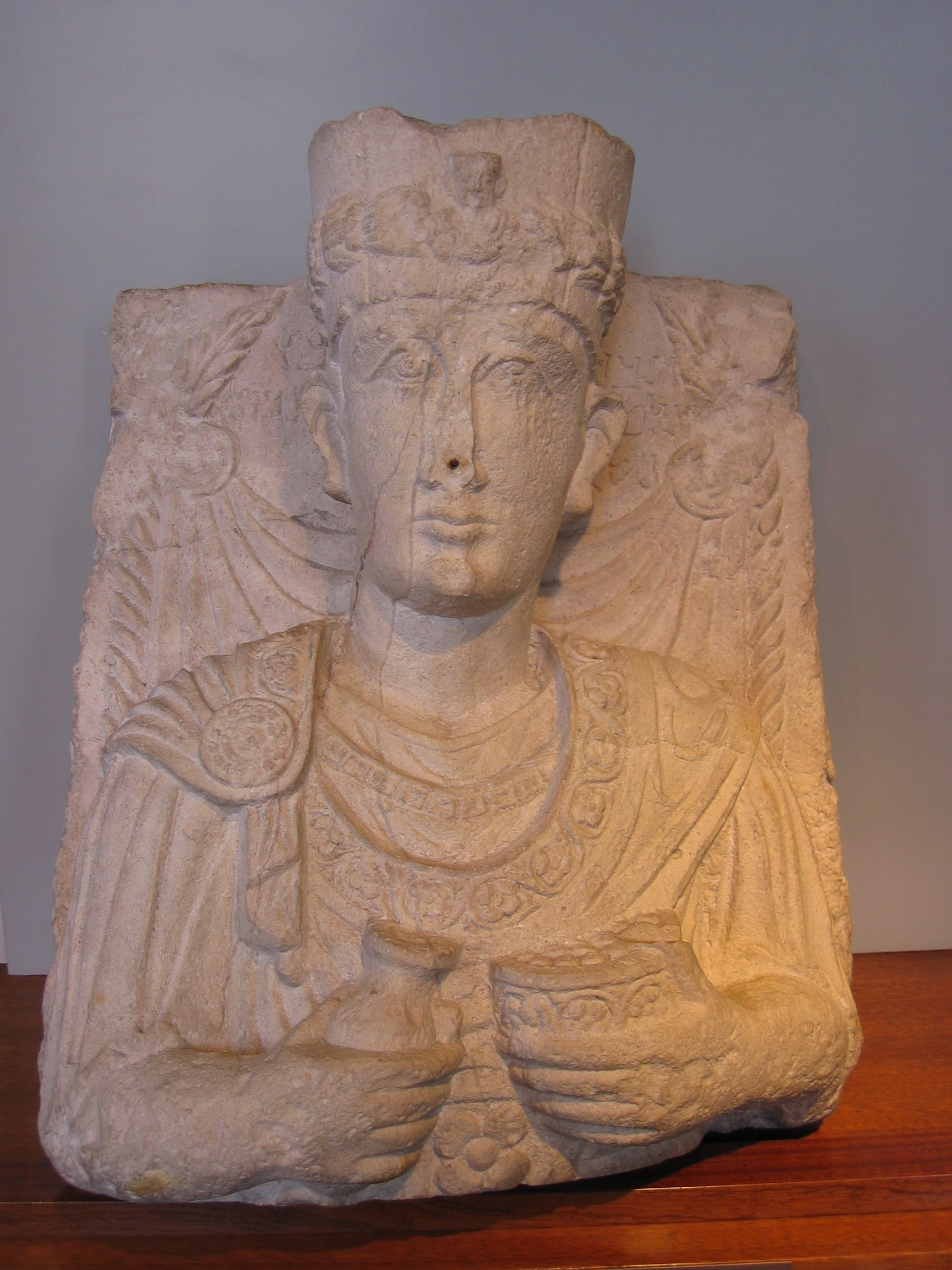
Rilievo funerario da Palmira, in Siria

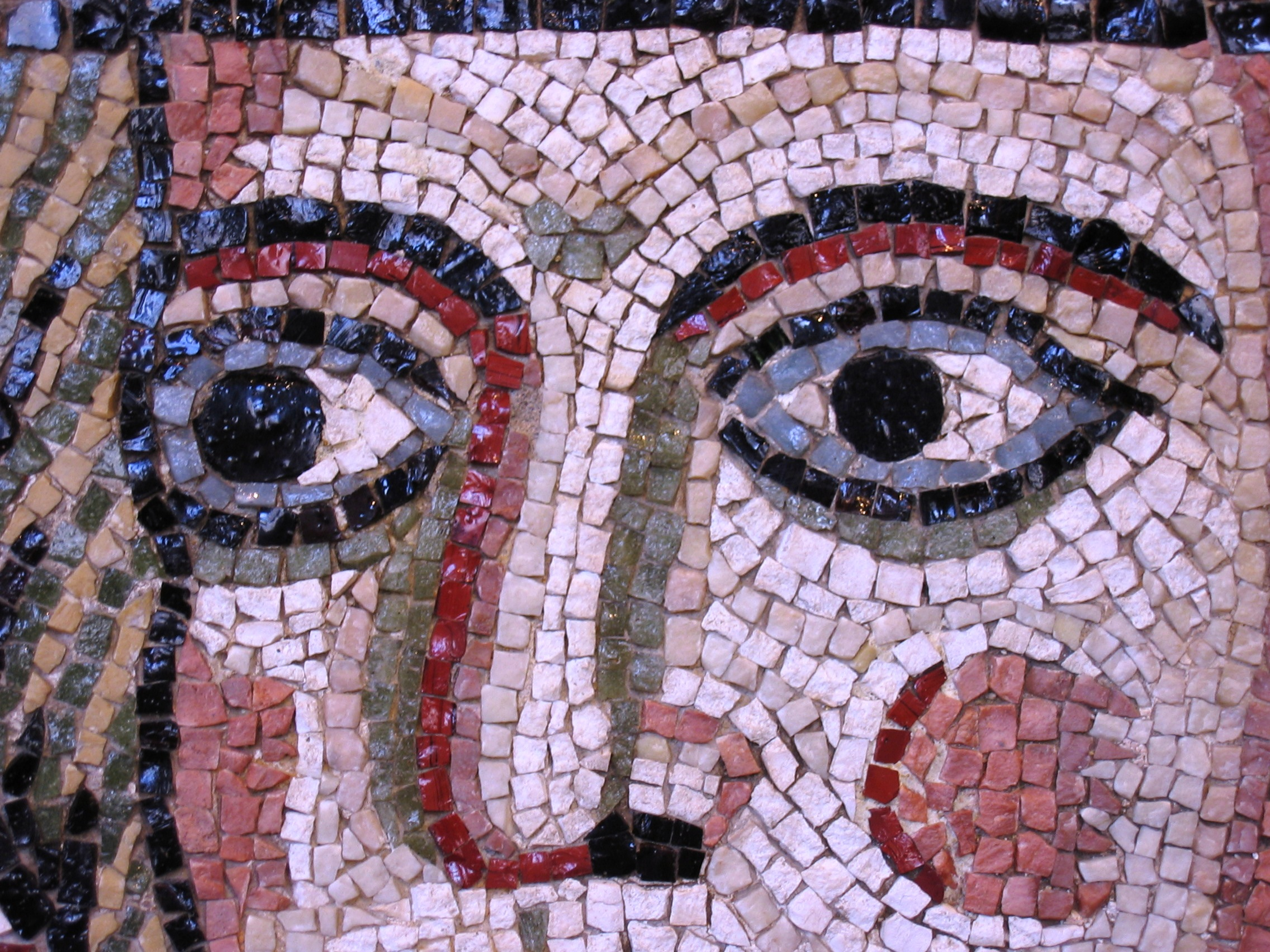
Particolare di ecclesia romana, mosaico policromo del XII secolo

Vi sono alcune opere di fattura romana, come la statua di un giovane della famiglia Giulio-Claudia, forse lo stesso imperatore Nerone, scoperta nella Villa di Livia (soprannominata ad gallinas albas a Prima Porta) e risalente al I secolo. Accanto si trovano tre stele funerarie da Palmira (Siria), raffiguranti due donne e un uomo del III secolo, prodotte in calcare.

#### Arte medievale
Qui si trova il frammento di un mosaico policromo a tessere grandi del XII secolo commissionato da papa Innocenzo III per l'antica basilica di San Pietro in Vaticano, asportato durante la costruzione della nuova basilica di Michelangelo.